# Amauris obliterata
Amauris obliterata är en fjärilsart som beskrevs av Abel Dufrane 1948. Amauris obliterata ingår i släktet Amauris och familjen praktfjärilar. Inga underarter finns listade i Catalogue of Life.